# Bendidee-Nationalpark
Der Bendidee-Nationalpark (engl.: Bendidee National Park) ist ein Nationalpark im Südosten des australischen Bundesstaates Queensland.

## Lage
Er liegt 264 km westsüdwestlich von Brisbane und 32 km nordöstlich von Goondiwindi in den Darling Downs.

## Flora und Fauna
Im Park finden sich Brigalow-Akazienwälder (Acacia harpophylla) mit weißen Zypressen und Poplar Box (Eucalyptus populnea).
Neben etlichen einheimischen Vögeln wie dem Braunkopf-Rabenkakadu und dem Regenbogenspint wurde der gefährdete Stieraugen-Juwelenschmetterling (Hypochrysops piceata) im Park gesichtet.

## Einrichtungen
Neben etliche gute Plätze zur Vögelbeobachtung, gibt es Wanderwege im National Park.
Der Park ist vom Gore Highway oder von der Verbindungsstraße Wyaga–Kurumbul aus zu erreichen.